# سرگئی دیاگیلف
سرگئی پاولویچ دیاگیلِف (به روسی: Серге́й Па́влович Дя́гилев) ‏ (۳۱ مارس ۱۸۷۲ — ۱۹ اوت ۱۹۲۹) منتقد هنری اهل روسیه بود که به عنوان بنیان‌گذار، پشتیبان و مدیر باله روسی شهرت یافت.
دیاگیلف در مدت بیست سال فعالیت در باله روس توانست تیمی از رقصندگان، طراحان رقص، طراحان صحنه و آهنگسازان نوآور را گرد هم آورد و اجراهایی با کیفیت و هنری را در غرب اروپا و خارج از خاک روسیه برگزار نماید.